# Powiat żyrardowski

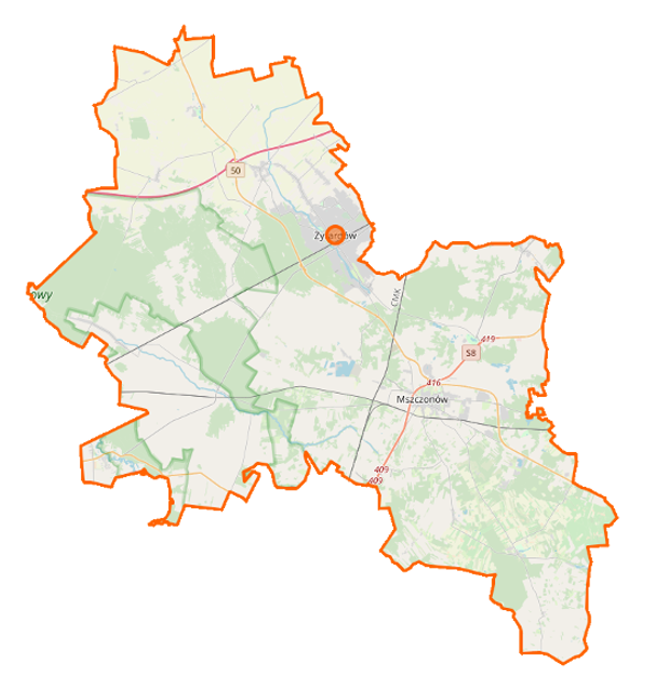
Mapa powiatu

Powiat żyrardowski – powiat w Polsce (województwo mazowieckie), utworzony w 1999 w ramach reformy administracyjnej. Jego siedzibą jest miasto Żyrardów.
Na dzień 31 grudnia 2022 roku powiat zamieszkiwało 75 414 osób.

## Położenie

### Toponimia
Nazwa powiatu pochodzi od miasta Żyrardów – największego ośrodka miejskiego i siedziby władz powiatu. Z kolei nazwa miasta jest uhonorowaniem Filipa de Girarda – francuskiego wynalazcy przędzarki włókien lnianych, dyrektora technicznego Zakładów Lniarskich otwartych w 1833 roku w miejscowości Ruda Guzowska (dzisiejszy Żyrardów).

### Podział administracyjny
Terytorialnie powiat obejmuje obszar pięciu gmin:
- jedna gmina miejska: Miasto Żyrardów,
- dwie gminy miejsko-wiejskie: Gmina Mszczonów, Gmina Wiskitki,
- dwie gminy wiejskie: Gmina Puszcza Mariańska, Gmina Radziejowice.

W granicach powiatu zlokalizowane są 3 miasta: 
- Żyrardów,
- Mszczonów,
- Wiskitki (prawa miejskie od 2021 r.).

### Sąsiednie powiaty
- powiat sochaczewski
- powiat grodziski
- powiat grójecki
- powiat rawski (łódzkie)
- powiat skierniewicki (łódzkie)

## Samorząd powiatowy

### Herb i flaga
Zgodnie z uchwałą Rady Powiatu Żyrardowskiego nr XXXI/183/01 z dnia 28 grudnia 2001 r. w sprawie ustanowienia herbu i flagi Powiatu Żyrardowskiego: 
Herb powiatu przedstawia na tarczy trójdzielnej: 
- w polu pierwszym czerwonym – półorzeł biały dwudzielny w słup,
- w polu drugim złotym – mur fabryczny czerwony z trzema takimiż kominami i majuskułą Ż czarną w bramie,
- w polu trzecim srebrnym – baszta czerwona z dachem czarnym.

Herb nawiązuje do symboli Mazowsza oraz dwóch miast powiatu (Żyrardowa i Mszczonowa) – według stanu na dzień jego uchwalenia. 
Flagę powiatu stanowi: na płacie prostokątnym składającym się z dwóch pasów pionowych jednakowej szerokości – żółtego i czerwonego – herb powiatu umieszczony centralnie. Proporcje flagi 5:8.

### Władze samorządowe

#### Starostowie
- Mieczysław Gabrylewicz (1999–2002)
- Stanisław Niewiadomski (2002–2006)
- Wojciech Szustakiewicz (2006-2018)
- Beata Sznajder (2018-2020)
- Krzysztof Dziwisz (2020-2024)
- Andrzej Wilk[2] (od 2024)

#### Przewodniczący Rady Powiatu
- Jerzy Słomiński (1999–2002)
- Beata Rusinowska (2002–2008)
- Stanisław Niewiadomski (2008–2010)
- Wojciech Jasiński (2010–2014)
- Daniel Suchecki (2014-2018)
- Klaudiusz Stusiński (2018-2024)
- Beata Rusinowska (od 2024)

### Starostwo Powiatowe w Żyrardowie
Starostwo Powiatowe w Żyrardowie usytuowane jest przy ul. Limanowskiego 45, w budynku dawnego Pionu Technicznego Zakładów Lniarskich. Obiekt jest wpisany do rejestru zabytków nieruchomych województwa mazowieckiego. 

## Demografia

### Ludność miast i wsi
Liczba ludności (dane z 31 grudnia 2022):
|        | Ogółem | Ogółem | Kobiety | Kobiety | Mężczyźni | Mężczyźni |
| osób   | %      | osób   | %       | osób    | %         |           |
| ------ | ------ | ------ | ------- | ------- | --------- | --------- |
| Ogółem | 75 414 | 100    | 39 206  | 51,99   | 36 208    | 48,01     |
| Miasto | 46 364 | 61,48  | 24 619  | 32,65   | 21 745    | 28,83     |
| Wieś   | 29 050 | 38,52  | 14 587  | 19,34   | 14 463    | 19,18     |

▶Wieś vs ▶miasto
Ogółem (▶k, ▶m)
Miasto (▶k, ▶m)
Wieś (▶k, ▶m)

### Piramida wieku mieszkańców
Dane według stanu na rok 2014:

## Ochrona przyrody
Na terenie powiatu znajdują się:
- Bolimowski Park Krajobrazowy (fragment),
- Rezerwat przyrody Dąbrowa Radziejowska,
- Rezerwat przyrody Puszcza Mariańska,
- Rezerwat przyrody Grądy Osuchowskie,
- Rezerwat przyrody Rawka (niewielki fragment),
- Rezerwat przyrody Stawy Gnojna im. rodziny Bieleckich.